# Francisco de Eliza
Francisco de Eliza y Reventa (* 1759 in El Puerto de Santa María bei Cádiz, Königreich Spanien; † 19. Februar 1825 in Cádiz, Königreich Spanien) war ein spanischer Seefahrer und Entdecker.

## Leben
Francisco de Eliza y Raventa trat im Dezember 1773 in den Dienst der spanischen Marine. Zwei Jahre später nahm er an der Expedition gegen Algier teil und 1780 wurde er nach Amerika versetzt. Im Amerikanischen Unabhängigkeitskrieg kämpfte er in Florida gegen die Briten bei der Belagerung von Pensacola. 

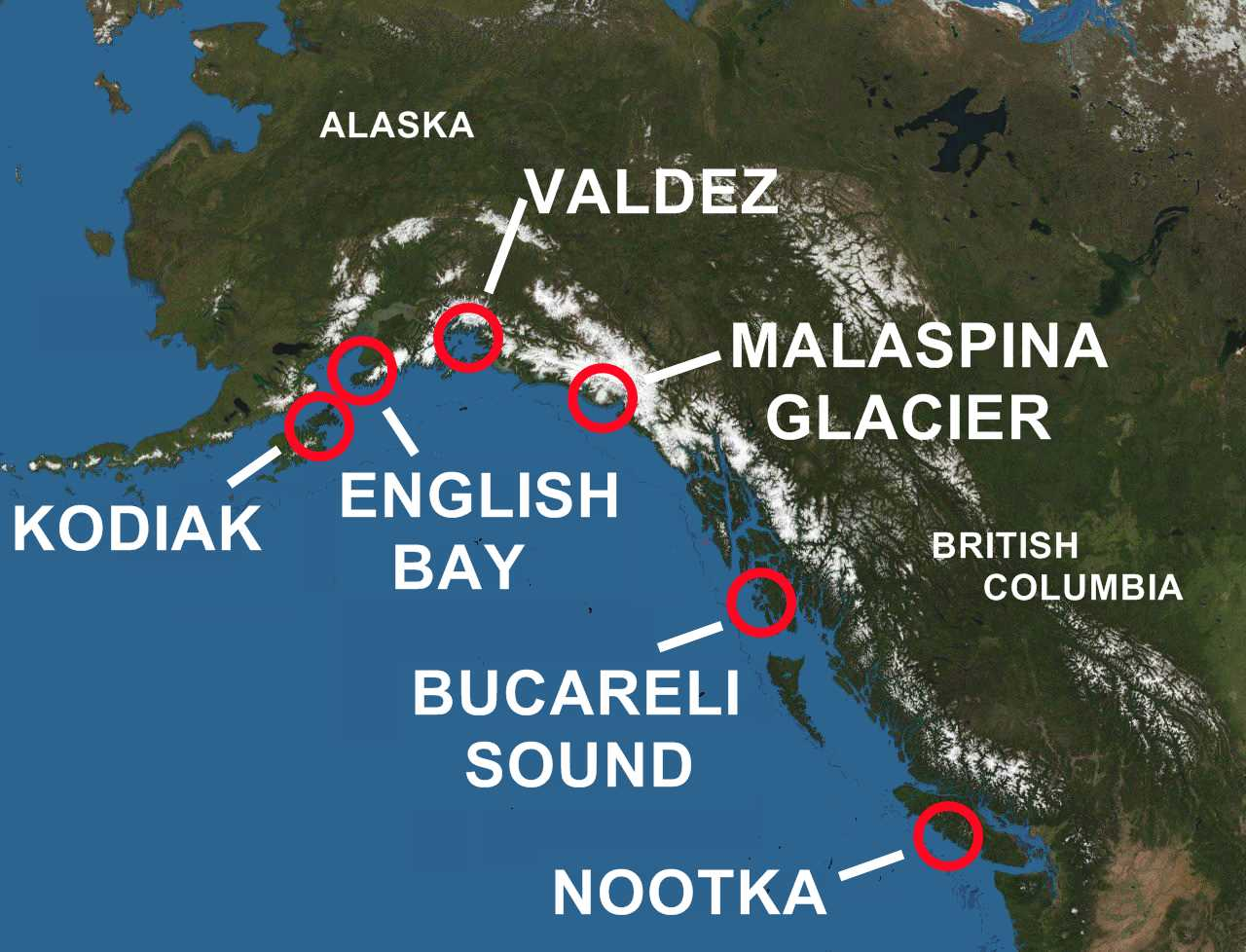
Landepunkte spanischer Schiffe entlang der westkanadischen und alaskanischen Küste

1789 wurde er, inzwischen zum 2. Leutnant aufgestiegen, an den neu errichteten Marinestützpunkt San Blas versetzt, der als Ausgangspunkt für die Versorgung der spanischen Siedlungen in Kalifornien und Oregon diente. Mit ihm diente dort sein Schwager Jacinto Caamaño, der Bruder seiner Frau Saturnina Norberta Caamaño.
Im Laufe des Sommers 1789 trafen in San Blas aus dem pazifischen Nordwesten die britischen Schiffe samt Besatzungen ein, welche die spanische Besatzung des Forts im Nootka Sound unter Befehl von Esteban José Martínez aufgebracht hatte. Ende des Jahres kehrte auch Martínez mit seinen Männern zurück, da er keinen Befehl zur Überwinterung erhalten hatte. Vizekönig Juan Vicente de Güemes tadelte das Vorgehen von Martínez, entsandte ihn aber umgehend zurück, um die spanische Besiedlung und damit die Gebietsansprüche der Krone gegenüber britischen Interessen zu untermauern. Er sollte zwar keine weiteren Angriffe vortragen, jedoch jede Ansiedlung von britischer Seite unterbinden. Als Befehlshaber der zweiten Expedition wurde Francisco de Eliza erwählt, der der ranghöchste Offizier in San Blas war.
Sein Auftrag lautete, die Befestigungsanlagen im Nootka-Sund zu erneuern und auszubauen und allfällige Siedlungen anderer Nationen abzureißen. Zudem sollte er meteorologische Untersuchungen vornehmen, die Flora und Fauna erforschen, Mineralproben mitbringen und Kupferplatten aus Mexiko gegen Seeotter-Pelze tauschen; schließlich hieß man ihn, freundschaftliche Beziehungen zu den einheimischen Indianern aufzubauen und ihre Sitten und Gewohnheiten zu erkunden.

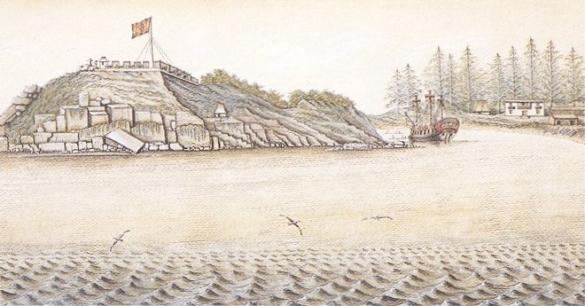
Das Fort San Miguel in einer Zeichnung von Sigismund Bacstrom, die auf einer Skizze vom 20. Februar 1793 basiert. Die rot-gelbe spanische Flagge weht links über der Batterie, rechts befinden sich die Soldatenbaracken, dazwischen ein spanisches Schiff.

Die Spanier trafen auf den Schiffen Concepción, San Carlos und Princesa Real (die umbenannte britische Princess Royal, die im Vorjahr von Martínez gekapert worden war) am 3. April 1790 im besagten Sund ein, an einer Stelle, die die Briten Friendly Cove nannten. Die Seeleute wurden von 76 Soldaten unter Befehl von Pedro de Alberni (1747–1802) begleitet, nach dem die heutige Stadt Port Alberni benannt ist. Sie setzten als erstes die Gebäude und Palisaden instand und legten einen Garten an, um die Versorgung mit frischem Gemüse zu sichern. Damit waren sie vor Skorbut geschützt. Die Indianer mieden den Kontakt. Eliza ließ ein Dorf plündern, um an Holz für seine Schiffe zu kommen. Am 4. Mai segelte eine Gruppe Spanier unter Salvador Fidalgo weiter nach Norden, um die russischen Posten in Alaska zu inspizieren, während ein weiteres Schiff unter Manuel Quimper am 31. Mai losfuhr, um die Juan-de-Fuca-Straße zu erforschen. Dort vermutete man den Beginn eines Seewegs zum Atlantik.
Derweil machten die Briten, deren Schiffe Martínez gekapert hatte, in London politischen Druck, um diese zurückzugewinnen oder für eine Kompensation zu sorgen. Dabei war Spanien in einer geschwächten Position, da durch die Französische Revolution der traditionelle Bündnispartner in diesen Fragen ausgefallen war. Nach langen Verhandlungen einigte man sich am 28. Oktober 1790 auf die Nootka-Konvention. John Meares sollte von den Spaniern die Schiffe zurückerhalten und eine Wiedergutmachungszahlung erhalten. Beide Länder sollten weiterhin Zugang zum pazifischen Nordwesten erhalten, wobei Juan Francisco de la Bodega y Quadra die Details auf der spanischen Seite, George Vancouver auf der britischen beaufsichtigen sollte.
Eliza blieb in Nootka und traf Vorbereitungen für die Überwinterung. Das Verhältnis zu den angestammten Indianervölkern, die zur Stammesgruppe der Nuu-chah-nulth gehörten, blieb anfangs angespannt, zumal im Vorjahr der örtliche Häuptling Callicum durch einen Spanier ermordet worden war. Die Spanier rissen, als sie Holz brauchten, einfach Planken aus Häusern der Nuu-chah-nulth, bei einer Auseinandersetzung erschossen sie fünf ihrer Männer. Dennoch halfen die Männer von Maquinna, des Häuptlings der Mowachaht, den Spaniern bei der Suche nach dem verunglückten englischen Pelzhändler Thomas Hudson und seiner Männer. Dabei sollte Eliza ihre Dokumente sichern. Am 4. Januar 1791 traf in Nootka der englische Händler James Colnett an Bord der Argonaut ein und durfte mit Unterstützung der Spanier sein Schiff reparieren.
Im Laufe des Winters verschlechterte sich die Versorgung der Besatzung dramatisch. Fehlende Vitamine führten nun doch zu Skorbut, der Zwieback verfaulte in feuchten Lagerstätten oder fiel den Ratten zum Opfer. Neun Männer starben während des Winters. Im Frühjahr musste Eliza weitere 32 Mann, die nicht mehr verwendungsfähig waren, nach Kalifornien zurückschicken.
Während der Wintermonate sollte Eliza die Lebensweise und Kulturtechniken der Indianer studieren und beschreiben; er kaufte ihnen 15 Kinder ab, in der Überzeugung, sie vor kannibalischen Riten gerettet zu haben. Dem örtlichen Häuptling Maquinna drohte er mit der Zerstörung seines Dorfes, falls sich dieser angebliche Kannibalismus wiederholen sollte. Die Seegängigkeit der Kanus und die Navigationsfähigkeit der Einheimischen beeindruckte die Spanier hingegen sehr. 
Ab dem 4. Mai 1791 unternahm Eliza mit der San Carlos und einem zweiten Schiff, der Santa Saturnina (die nach seiner Frau benannt worden war), Erkundungsfahrten in den Clayoquot Sound, wo er Häuptling Wikaninnish von den Tla-o-qui-aht traf, und segelte in die Juan-de-Fuca-Straße. Ziel war es, die Eignung der Gegend für Landwirtschaft und Besiedlung zu eruieren. Dabei hob er das Potential des Frischwasserzuflusses durch den später Fraser River genannten Fluss hervor, der in den Pazifik mündete. Allerdings umrundete er nicht Vancouver Island und fuhr auch nicht weiter in den Puget Sound, was wohl auf die grassierende Skorbut-Erkrankung einiger Mannschaftsmitglieder und die feindliche Haltung der dortigen Indianer zurückzuführen ist. Wikaninnish hingegen veranstaltete zu Ehren seines Gastes Eliza ein großes Fest mit 600 Gästen. Eliza schätzte, dass die Tla-o-qui-aht in vier Dörfern von je 1500 Einwohnern lebten. 
Der spanische Vizekönig Revilla Gigedo forderte von seinen Offizieren einen freundlichen Umgang mit den Indianern und verlangte, dass die Mannschaften entsprechend überwacht würden. Waffen sollten nur noch in Notwehr eingesetzt, Diebstähle allerdings weiterhin streng geahndet werden. Jede schlechte Behandlung hingegen verstoße gegen die Menschlichkeit. Ziel war es, Verbündete zu gewinnen und dadurch die spanische Herrschaft zu stabilisieren. Daher war der Vizekönig erbost über den Mangel an Interesse, die indigenen Kulturen zu erforschen, ihre Neigung zu untersuchen, sich taufen zu lassen, und über die lakonischen Beschreibungen Elizas. Außerdem hatte Eliza das mitgeführte Kupfer, statt es gegen Seeotterfelle zu tauschen, den Nuu-chah-nulth gegeben, damit sie Hudson und seine Männer suchten. 
Eliza gelang eine gewisse Annäherung an Maquinna, der dem Verlangen der Spanier nachgab und ihnen einen Teil seines Landes abtrat. Zudem lavierte er geschickt zwischen den Kolonialmächten, denn auch Großbritannien versuchte weiterhin seine Unterstützung zu gewinnen. Da Eliza auf die Abberufung seines Vorgängers Martínez verweisen konnte, der Maquinnas Dorf Yuquot hatte zerstören lassen und Maquinna gezwungen hatte, bei Wikaninnish unterzuschlüpfen, war Maquinna bereit, mit den Spaniern in Frieden zu leben. Einer der Schiffsführer Elizas, Manuel Quimper, hatte bei einem Besuch bei Wikaninnish erreicht, dass Maquinna in sein Dorf zurückkehrte. Seine Männer waren nun häufige Besucher des spanischen Forts; Eliza glaubte, sie würden zum Katholizismus übertreten.
Der Winter 1791/92 war infolgedessen weniger hart als der des Vorjahres. Zudem hatten die Spanier aus ihren schlechten Erfahrungen gelernt und für qualitativ besseren Nachschub gesorgt, den sie auch geschickter lagerten, um ihn vor Feuchtigkeit und Rattenfraß zu schützen. Am 24. Juli 1792 verließ Eliza die Siedlung in gutem Zustand. Ihn drängte es zurück nach Spanien oder zumindest dazu, einen weniger isolierten Posten zu übernehmen. Auch seine Frau und seine Kinder ersuchten beim Marineministerium um seine Versetzung nach Europa. Dem wurde zwar nicht stattgegeben, denn er wurde in Mexiko gebraucht, doch wurde er in Nootka durch Juan Francisco de la Bodega y Quadra abgelöst, der Maquinna als Verbündeten gewann.
Eliza leitete 1793 eine weitere Forschungsexpedition entlang der Küste von Kalifornien und amtierte von 1795 bis 1801 als Kommandant des Marinestützpunktes in San Blas. 1803 wurde er schließlich nach Spanien zurückbeordert, wo er in Cádiz weiterhin in Diensten der Marine stand. Während der napoleonischen Kriege, als die Franzosen von 1808 bis 1814 Spanien beherrschten, hatte er mehrfach politische Ämter in der königstreuen spanischen Regierung inne.

Er starb 1825 in Cádiz.

## Ehrungen
In der Bellingham Bay, Salish Sea, Washington, wurde eine Insel nach ihm benannt: Eliza Island.